# Iglesia de Nuestra Señora del Pilar (Valladolid)
La iglesia de Nuestra Señora del Pilar, ubicada en la ciudad española de Valladolid (Castilla y León) y conocida popularmente como la Pilarica, es un templo parroquial de culto católico. Construido a principios del siglo XX, está considerado un buen exponente de la arquitectura neogótica de Valladolid y su provincia.

## Historia
Se sitúa en el noreste de Valladolid, en un barrio surgido a finales del siglo XIX al lado de la vía del ferrocarril Madrid-Irún debido a la llegada de inmigrantes a la ciudad por su industrialización. Como la parroquia más cercana, la Magdalena, se encontraba a cierta distancia, se pensó en construir una nueva iglesia para este barrio. 
A principios del siglo XX, el matrimonio Rafael Cano Rodríguez-Cairo, Catedrático de Derecho en la Universidad de Valladolid y su esposa, Tadea de Prado y Beltrán, manifestaron su deseo de fundar y costear un templo en el barrio, donde hoy se encuentran enterrados. Se presentó un primer proyecto por parte del arquitecto Teodosio Torres que no se llevó a cabo, siendo el del arquitecto municipal Juan Agapito y Revilla, de estilo neogótico, el que fue construido. Las obras se iniciaron en 1906, habiendo fallecido Rafael Cano el 30 de abril del año anterior. Fue contratista de obras Eugenio Morales y administrador de las obras Julián Prado, hermano de la fundadora.
Los planos originales se conservan en el Archivo Municipal. Las obras se realizaron deprisa y con fidelidad a los planos. El 12 de octubre de 1907, día de Nuestra Señora del Pilar, era consagrado el templo. Poco después se formó una explanada delante del edificio, derribando algunas modestas viviendas, que lleva el nombre de plaza de Rafael Cano. En un principio, el templo no tuvo categoría de parroquia, siendo iglesia anexa a la de la Magdalena.

### Dependencia de la Compañía de Jesús
La iglesia estuvo encomendada durante el siglo XX y los inicios del XXI a la Compañía de Jesús. En 1968 obtuvo la categoría de parroquia. Durante los últimos años del Franquismo y durante la Transición, fue un importante punto de activismo social y político debido a la obra jesuita. Gracias a ellos, el barrio obtuvo un gran dinamismo a través de colectivos como el grupo de jotas, el de teatro, el de catequesis, el de visitadores de enfermos, el de acción social, el de tiempo libre, el hogar del jubilado o el colectivo de educación para adultos. En este sentido, fue destacada la labor de su primer párroco, el jesuita Buenaventura Alonso Gómez, quien hoy tiene una plaza en el barrio.
Todo el edificio fue intensamente restaurado en 1999.

### Actualidad
En 2009, con otra realidad social distinta a la anterior, la parroquia dejó de estar encomendada a la Compañía de Jesús y pasó a estar dirigida por clero secular de la Archidiócesis de Valladolid.

## Descripción
La iglesia, de estilo neogótico, posee planta de cruz latina de una sola nave de cinco tramos con crucero manifestado tanto en alzado como en planta, y ábside poligonal. Está construida en ladrillo sobre un zócalo de sillería de piedra caliza. Los motivos decorativos se realizan en estuco y cemento. 
En el exterior, destaca la fachada principal, con la puerta de entrada al interior, sobre la que se halla una ventana con tracería de formas góticas, coronándose con una espadaña con arcos ojivales que contienen sendas campanas. En los laterales, los tramos de la nave se separan por potentes contrafuertes entre los que se encuentran las ventanas que iluminan el interior, con arco ojival y parteluz. En los hastiales de los cruceros nos encontramos una fachada similar a la principal, aunque sin puerta de acceso ni espadaña. 
En el interior, las bóvedas de crucería sencilla que cubren la iglesia se apean sobre pilares adosados al muro con columnillas de capitel vegetal, tomadas del estilo gótico. Las ventanas ojivales que dan luz al interior poseían en su origen vidrieras de colores con motivos geométricos, aunque muchas han desaparecido y han sido sustituidas por vidrios blancos. En el ábside, cerrando el presbiterio, se encuentra un retablo neogótico de madera, que acoge el sagrario, coronado por una imagen de la Virgen del Pilar. Detrás del retablo se encuentra el espacio dedicado a sacristía. A los lados del presbiterio hay dos sitiales, también neogóticos, que se rematan con una esbelta aguja. Otros modestos retablos del mismo estilo se encuentran en los brazos del crucero. Sobre el tramo de los pies se halla el coro alto.
La razón de que tanto la totalidad del templo como su mobiliario sean neogóticos es que en aquel momento se pensaba, gracias a los trabajos de Eugène Viollet-le-Duc, Augustus Pugin y John Ruskin, que el gótico era el estilo más apropiado para realizar templos por su espiritualidad y sinceridad. Las referencias de este edificio hay que buscarlas tanto en la tratadística de arquitectura en la época como en los templos cristianos levantados en el siglo XIX y principios del XX en Reino Unido, Francia y Alemania.
En 2024 fue declarada bien de interés cultural, con la categoría de monumento.